# Республіканська федерація футболу Криму
Республіканська федерація футболу Криму — колишня громадська спортивна організація, що існувала з 14 вересня 1939 року по момент російської окупації Криму. 27 серпня 2016 року відновлена як Асоціація футболу АР Крим та м. Севастополя.

## Стан на 01.03.2014 року
- Колективних членів РФФК: 34
- Районних федерацій: 8
- Міських федерацій: 7
- Асоціацій та товариств: 10
- Стадіонів, де проходять професійні змагання: 3
- Стадіонів, де проходять аматорські змагання: 29
- Футбольних полів: 395
- Майданчиків (із штучним покриттям): 560 (69)

### Учасників змагань (команд):
- Професіональних з великого футболу: 2

- Аматорських регіональних/всеукраїнських: 11/1
- Районних (міських) серед дорослих: 166/91
- Районних (міських) з футзалу: 58/50
- Ветеранів регіональних/всеукраїнських: 8/1
- Дитячо-юнацьких регіональних/всеукраїнських: 76/12

- Тренерів дорослих команд: 109
- Тренерів юнацьких команд: 170
- Арбітрів, асистентів арбітрів, арбітрів — жінок, асистентів арбітрів-жінок: 30/90/3/4
- Делегатів-інспекторів (ФФУ, регіонів): 8/21

- Займаються футболом (гравці): 11900
- 8-10-річні: 3800
- 11-14-річні: 2350
- 15-17-річні: 1450
- 18-35-річні: 3200
- 36 і більше: 1100

### СДЮШОР/ДЮСШ
- з відділом футболу: 1/32
- Урок футболу (школи/класи): 287/-

### Учасники дитячо-юнацьких змагань
- Всеукраїнських: 16
- Республіканських: 115
- Районних: 38
- Міських: 36
- «Шкіряний м'яч»: 3065[1]

## Історія
Заснуванна 14 вересня 1939 року як частина футбольного співтовариства РСФРС.
Організація проводила Чемпіонат Криму з футболу (з 1937 року) і Кубок Криму з футболу (з 1940 року) серед любительських команд.
З 1954 по 1991 рік була членом Федерації футболу УРСР. У 1960-х роках організацію очолював В. Є. Глушак.
14 вересня 1993 року зареєстрована в українському правовому полі та стала членом Федерації футболу України.
До окупації у сферу повноважень РФФК входила організація і проведення футбольних соревнований на території Криму, зокрема проведенням чемпіонату серед ветеранів та соревнований по міні-футболу (футзалу).
Головний офіс організації знаходився у Сімферополі, до 2013 року на розі на вулиць Гоголя та Павленка у будинку № 71, а пізніше на вулиці Фрунзе у будинку № 41.
У липні 2003 року президентом організації було обрано Сергія Куніцина, якого переобрали у 2009 році.
У 2004—2005 роках в рамках програми РФФК «Наше майбутнє» було побудовано 21 міні-футбольне поле, а школи півострова були забеспечені 14 тисячами м'ячів.
Наймасовішим турніром РФФК був турнір «Кожаний м'яч», в якому брали участь понад 500 шкіл Криму, а загальне число команд досягало 2500.
У 2009 році була створена Дитячо-юнацька футбольна ліга Криму, яку очолив Олександр Шелест, та чемпіонат серед дівчат.
У квітні 2013 року відбулися нові вибори президента Федерації, на яких перемогу здобув Микола Гостєв.
До окупації у Криму було 24 інспектора футбольних матчів, у тому числі 8 інспекторів, задіяних у всеукраїнських змаганнях. У чемпіонаті Криму серед юнаків у сезоні 2013/14 брали участь 64 команди. Також РФФК надавала матеріальну допомогу колишнім футболістам клубу «Таврія».
По факту російської окупації Криму організація припинила існування. Микола Гостєв перейшов на бік окупантів та висловив бажання відтворити організацію як частину окупаційного Російського футбольного союзу. Рішенням УЄФА від 4 грудня 2014 року РФС було заборонено займатися організацією футболу на території півострова без згоди УЄФА та Федерації футболу України.
11 березня 2016 року на XVIII Конгресі ФФУ було прийнято рішення відтворити Федерації футболу Криму.
27 серпня 2016 року організацію було відтворено як Федерацію футболу АРК зі штаб-квартирою в Херсоні.

### Керівники
| Період                      | Ім'я           |
| --------------------------- | -------------- |
|                             | Валерій Авдиш  |
| липень 2003−квітень 2013    | Сергій Куніцин |
| квітень 2013−20 лютого 2014 | Микола Гостєв  |

## Рекомендована література
- Балаян Б. С. Крым. Спорт. Мир. — ИТ «АРИАЛ», 2015. — 184 с. — ISBN 978-5-906813-94-7.
- Балаян Б. С., Мутьев А. В., Сапожников Е. И. Летопись крымского футбола. — ИТ «АРИАЛ», 2018. — 396 с. — ISBN 978-5-907032-19-4.